# Фратти, Антонио
Антонио Фратти (итал. Antonio Fratti; 1848, Форли — 17 мая 1897, близ Домокоса) — итальянский политик и революционер.

## Биография
Антонио Фратти родился в городе Форли, в 1848 году будучи сторонником республиканских идей, последовал за Джузеппе Гарибальди и участвовал добровольцем во время Войны за независимость Италии в сражениях при Трентино (1866), Ментана (1867) и в франко-прусской войне (1870).
Будучи избранным депутатом в парламент от Форли (1892—1895) Фратти был всегда оппонентом политики Гриспи.
С началом греко-турецкой войны 1897 года, сын Гарибальди, Риччотти Гарибальди, организовал в помощь грекам корпус 1300 краснорубашечников-волонтеров, из которых 1000 были итальянцами. Фратти также отправился волонтером в Грецию и вступил офицером в корпус гарибальдийцев. 17 мая 1897 года гарибальдийцы приняли участие в сражении при городе Домокос и одержали победу. Но в сражении погибло 22 гарибальдийца, и среди них Антонио Фратти.